# الخربة (السدة)

تعديل مصدري - تعديل

الخربة هي إحدى قرى عزلة جبل الجبالي بمديرية السدة التابعة لمحافظة إب، بلغ تعداد سكانها 229 نسمة حسب تعداد اليمن لعام 2004.
تقع في محافظة إب مديرية السدة عزلة الحبالي في وادي بنأ ضمن مخلاف خبان ويحدها من الناحية الشمالية الشرقية قرية المقربة ومن الناحية الجنوبية قرية ذي الجرف وهي على ضفاف وادي بنأ الشرقية كما يحدها من الناحية الغربية سلسلة جبلية شاهقة تطل على قرية حفزان (الحاير: أنور محمد يحي - تاريخ خبان وعمار - 2015م - ص 17).
```
==ماثرها==
```

يعد سد عهر بكسر العين من أهم المآثر الحميرية في القرية ولا تزال اثارة وتخطيطاته الهندسية شاخصة للاعيان ويعتبر من أهم السدود الاثرية التي تستحق تاهيلها لتعود بوظيفتها كما كانت زمن ملوك سبأ وذي ريدان وعن المآثر الإسلامية حصن عهر والذي يعود للدولة الطاهرية 950 هجري تقريبا وهذا الحصن لاتزال مداميك جدرانة باقية بعضها على ارتفاع 3 امتار تقريبا وموقعة شمال القرية وتحديدا باعلى قمة الجبل المعروف بجبل الحصين المطل على القرية ويعرف اليوم عند الاهالي بحصن عائشة (الحاير: أنور محمد يحي - تاريخ خبان وعمار - 2015م - ص 18).
```
يذكر صاحب كتاب تاريخ الدولة الطاهرية في مخطوط غير محقق بعض الاحداث التي حدثت في حصن عهر زمن الدولة الطاهرية قائلا: حصن عهر الذي استولى عليه الجلال بن ابى المعالي الحجاجي وكذلك على عزلة الحبالي في بنأ وقد كان صاحب الحصن ذلك الوقت (زمن الدولة الطاهرية) صهره اخ زوجته المسمى عسكر الحبالي وكان الجلال قد استولى على الحصن بعد قتل عسكر الحبالي من قبل ابن اخته علي بن الليث اللميسي والذي قام بتربيته وترعرع على يديه وكان خاله عسكر قد استلمه واخرجة وهو طفل من معتقل في حصن الجرادي بعد ان قتل اباه الليث اللميسي وكان أبو المعالي حين وثب في حصن عهر في الخربة قد امتد وتوسع نفوذه حتى ملك مواطن كثيرة في بنأ مثل بلاد بني جميل وقصر التويتي والمرخام كل ذلك خلال القرن العاشر الهجري (تاريخ الدولة الطاهرية: لمؤلف مجهول - مخطوط غير محقق - دار المخطوطات في الجامع الكبير يحمل رقم 2493- ص 46).
==السكان==
```

يسكن القرية اليوم ال الشامي وال واصل وال ياسين والذي يعود بهم النسب الي الشيخ النقيب ياسين إسماعيل الحاير وغيرهم (الحاير: أنور محمد يحي - تاريخ خبان وعمار - 2015م - ص 18).